# ばあゆ
ばあゆ (VAYU) は、東日本フェリーおよび津軽海峡フェリーが運航していたフェリーである。船名はインド神話の風の神ヴァーユに由来する。

## 概要

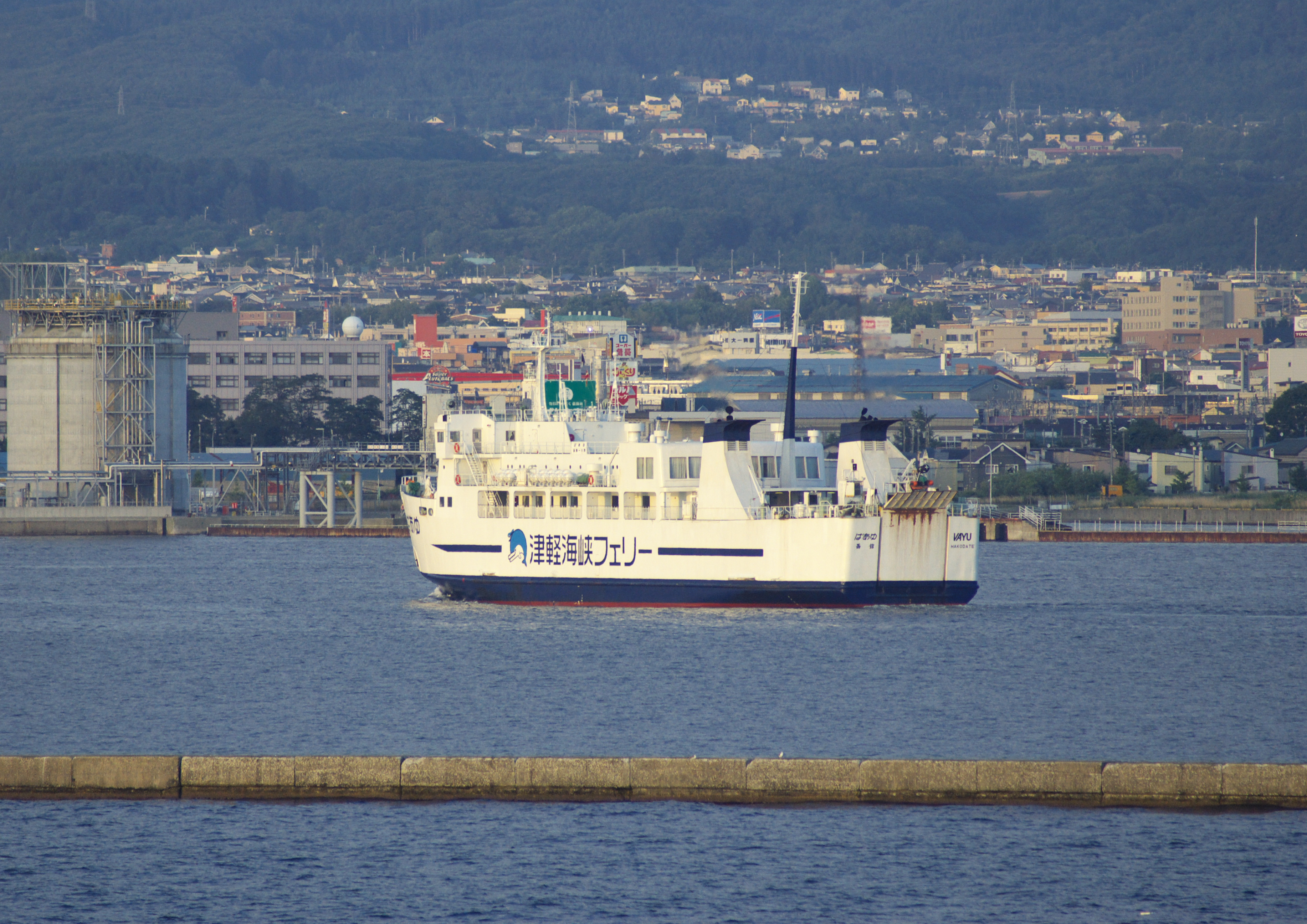
函館港内を航行する本船

内海造船瀬戸田工場で建造され、1988年に就航した。
2008年12月1日に道南自動車フェリーに承継され、後の社名変更により津軽海峡フェリーでの運航となった。
2013年4月8日、大函丸の就航により引退、ラスト航海操舵室見学ツアーが開催された。
その後インドネシアの海運会社に売却され、4月29日にインドネシアのジャワ島西部に到着した。
2013年6月からSMS MULAWARMANとしてジャワ島、スマトラ島間に就航している。

### 航路
- 大間函館航路（大函航路）大間港 - 函館港

毎日2往復、繁忙期3往復のダイヤが組まれていた。

### 船内
Bデッキ
- 展望室

Aデッキ
- 船首デッキ
- 売店
- 自販機コーナー
- 案内所
- ロビー
- 2等和室
- 2等婦人室
- 2等座席指定室
- トラックドライバー室